# Wollaton Hall
Wollaton Hall est une maison de campagne britannique située à Nottingham, en Angleterre. Le bâtiment principal constitue un muséum d'histoire naturelle tandis que ses dépendances contiennent d'autres musées. Elle a servi, entre autres, de manoir à Bruce Wayne durant les films de Christopher Nolan.

## Histoire
Wollaton Hall est construit entre 1580 et 1588 pour Francis Willughby et est supposé avoir été conçu par l'architecte élisabéthain Robert Smythson qui dessina également Hardwick Hall. Au style élisabéthain qui prédomine viennent s'ajouter les premiers éléments relatifs à l'architecture jacobéenne. On dit que le plan vient du dessin datant de la fin du XVe siècle que Sebastiano Serlio avait fait (dans le tome III issu de la série Five Books of Architecture) de la Villa Poggio Reale de Giuliano da Maiano, située près de Naples, sur lequel on peut voir des élévations reflétant le style de Hans Vredeman de Vries.
L'historien architectural Mark Girouard suggère que ce plan vient en fait de la reconstruction de Nikolaus de Lyra et de la description que Flavius Josèphe faisait du Temple de Salomon situé à Jérusalem, auxquelles s'ajoute une inspiration plus directe étant celle de Mount Edgcumbe House datant du XVIe siècle, situé en Cornouailles, que Smythson connaissait.

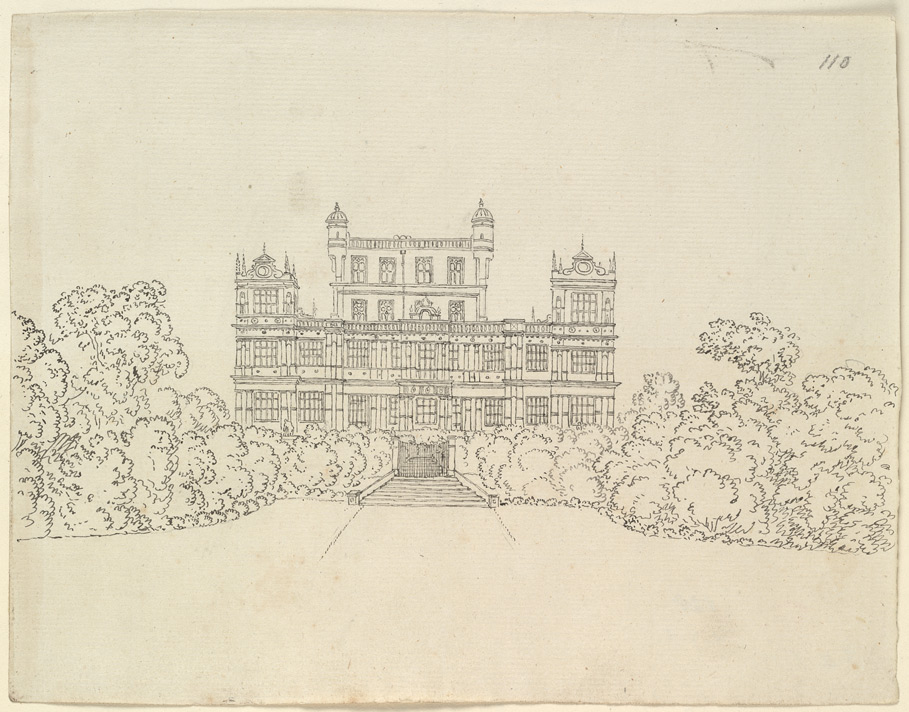
Gravure du château en 1773

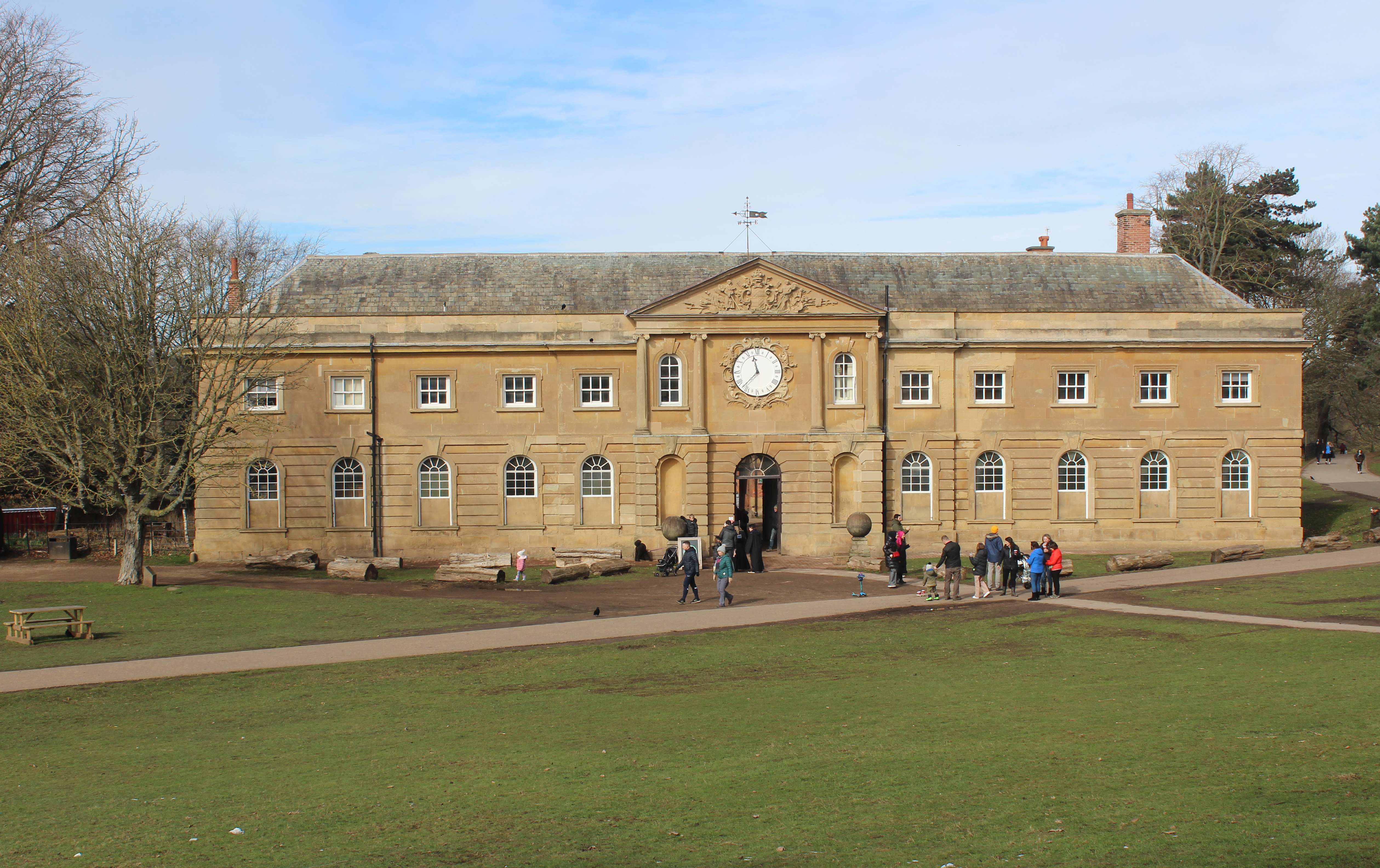
Bloc de service et écuries datant de 1743

Le bâtiment est en calcaire d'Ancaster (en), un village du Lincolnshire et, il est supposé avoir été payé avec du charbon provenant des mines de Wollaton dont Willoughby était le propriétaire. En 1702, Cassandra Willoughby (en), alors Duchesse de Chandos, rapporta que l'on fit venir d'Italie des maîtres maçons ainsi que certaines statues. Les anneaux d'amarrage de gondoles décoratifs, quoique ridicules, que l'on peut voir sculptés dans la pierre sur les murs extérieurs en sont la preuve, tout comme le sont d'autres éléments architecturaux. On peut également constater une trace évidente de l'influence française et néerlandaise.
Le bâtiment est composé d'un grand hall au centre, entouré de quatre tours. Malheureusement, un feu endommagea la décoration intérieure de certaines pièces situées au rez-de-chaussée dessinées par Smythson. En revanche, les dégâts concernant le bâtiment lui-même furent moindres. En 1801, Jeffry Wyattville réalisa un remodelage qu'il continua par intermittence jusqu'aux années 1830.

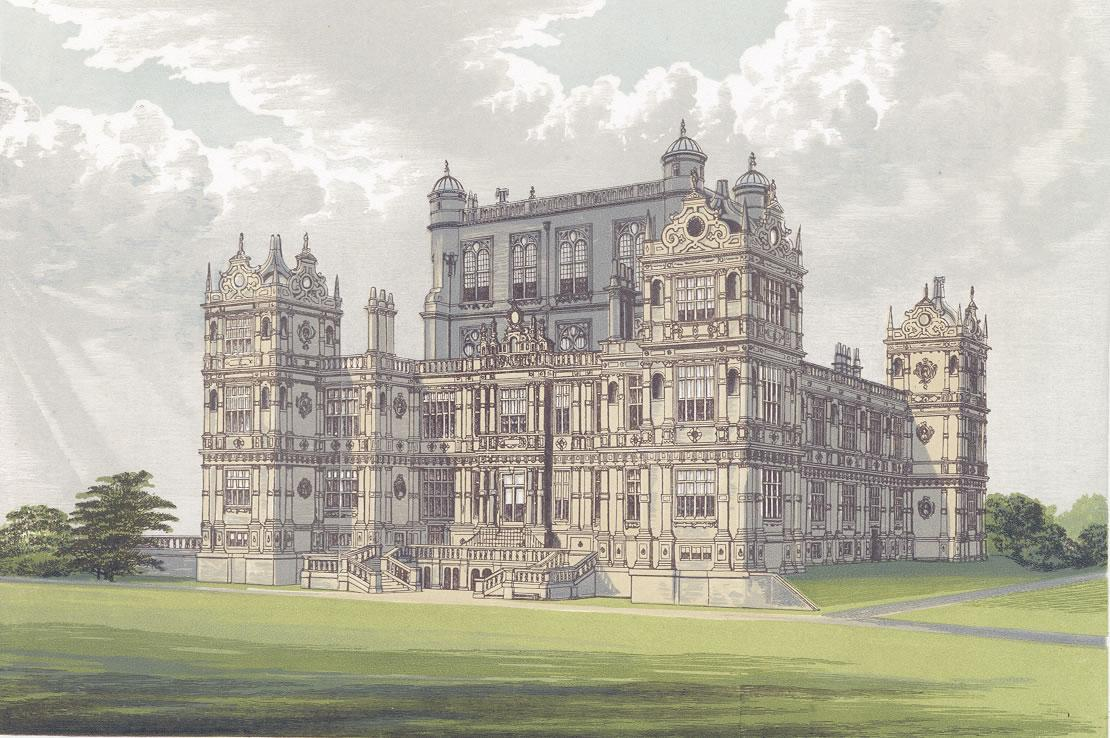
Le château en 1880

Dans la galerie de la salle principale se trouvent les plus anciennes grandes orgues du Nottinghamshire, qui sont supposées dater de la fin du XVIIe siècle, et peut-être créées par le facteur d'orgues Gerard Smith. Le système de soufflerie fonctionne encore manuellement. On attribue des peintures sur les plafonds ainsi que sur l'un des murs à Verrio ou à son assistant Edmond Laguerre. Juste au-dessus de la salle principale se trouve une "salle d'observation", qui offre de vastes vues sur le parc. En dessous se trouvent de nombreuses caves, des passages et un puits auquel s'ajoute une cuve dans laquelle, selon certains récits, un amiral de la famille Willoughby prenait un bain quotidien.
La famille Willoughby était connue pour le nombre d'explorateurs qu'elle avait engendrés, le plus célèbre d'entre eux étant Sir Hugh Willoughby qui mourut dans l'Arctique en 1554 alors qu'il tentait le passage du Nord-Est pour se rendre en Cathay. Les îles qu'il pensa apercevoir reçurent le nom de terre de Willoughby (en) en son souvenir.
En 1881, la maison appartenait toujours au chef de la famille Willoughby qui est alors Digby Willoughby (9e baron Middleton), mais, à cette époque là, elle est située « trop près de la fumée et des activités débordantes d'une grande ville industrielle... aujourd'hui simplement séparée de l'arrondissement par un petit bout d'espace vert », si bien que Henry Willoughby, 8e baron Middleton, le précédent chef de famille, avait commencé à mettre la maison en location et en 1881, elle était vacante.
Le manoir rouvrit en avril 2007 après avoir été fermé pour cause de remise à neuf. La salle d'observation située en haut et les cuisines au sous-sol, furent alors ouvertes au public, mais les visites doivent être guidées. Ces dernières peuvent être réservées le jour même, durent environ une heure et le prix demandé est peu conséquent.
En 2011, des scènes principales du film The Dark Knight Rises, qui fait partie de la série Batman, furent tournées en ces lieux où le manoir prit l'apparence du dernier manoir appelé Wayne Manor.

## Le parc

### Histoire
L'enclosure du Parc de Wollaton a nécessité la destruction du village de Sutton Passeys. Le parc fut entouré d'un mur de briques rouges de 11 km par Henry Willoughby, au début du XIXe siècle. À l'origine, sa superficie était de 315 ha mais elle fut réduite à 200 ha, à la suite de ventes de terrain.
Pendant la Seconde Guerre mondiale, des membres du 508e Régiment d'Infanterie des parachutistes américains (en) furent logés dans ce parc, attendant d'être parachutés en Europe. Une petite plaque commémore cet événement.
Par la suite, entre 1945 et 1947, des prisonniers de guerre allemands y furent logés également pour y travailler.
Les jardins et le Parc de Wollaton accueillent chaque année en mars les épreuves de cross entre les différents comtés ainsi que beaucoup d'autres événements.

### Nature
Dans le parc se trouvent un troupeau de cerfs élaphes et de daims mais aussi d'autres animaux sauvages. On peut en effet y voir un important perchoir pour les corvidés tels que le corbeau freux, le choucas des tours et la corneille noire. D'autres espèces notables comme le geai et l'épervier d'Europe font également partie des populations présentes sur le site. Des oiseaux sauvages migrants viennent habiter le lac en hiver, parmi les espèces les plus remarquables, on note le canard chipeau, le canard souchet, le canard siffleur et le fuligule morillon. On trouve, près du lac et des zones boisées principalement, diverses variétés de Fungi, surtout durant les mois d'hiver.

## Lenton Lodge
Lenton Lodge est l'une des maisons de gardien construites autour du Parc de Wollaton. Elle fut bâtie sur ordre d'Henry Willoughby, dessinée par l'architecte Jeffry Wyatville et terminée en 1825. Son style caractérise la Renaissance Elisabéthaine.
À la suite de la vente d'une partie du parc pour laisser place à la construction d'un bâtiment résidentiel, Lenton Lodge est aujourd'hui séparée du reste du parc, et se situe sur la Route de Derby (Derby Road) à Lenton. Elle fut vendue par le Nottingham City Council (en) au début des années 1980.
En 1996, un bail renouvelable de 99 ans fut contracté par Moiz Saigara. Ce dernier obtint un permis de construire lui permettant de convertir Lenton Lodge en une simple maison d'habitation et, d'importants travaux de restauration s'ensuivirent, faisant appel au cabinet d'architecture Julian Owen Associates. La partie la plus importante des travaux - restauration et installation des équipements divers mis à part - fut de murer la voûte d'entrée de telle façon qu'elle puisse relier les deux ailes sans porter atteinte à son aspect qui permet de l'identifier comme un corps de garde. Lenton Lodge fut utilisée par Moiz Saigara comme lieu de résidence de 1996 à 2006, date à laquelle le bail fut vendu à Chek Whyte.
En 2006-2008, Lenton Lodge fut restaurée par la compagnie Chek Whyte Industries puis vendue en 2009 comme bureau de 309 m2. Il est aujourd'hui occupé par l'organisation Global Fire and Security.

## Beeston Lodge
Beeston Lodge fut conçue par l'architecte Jeffry Wyatville en 1832 environ. Elle est constituée de pierres de taille Gritstone disposées en assise. Les tours rondes extérieures de type « martello »  sur lesquelles on peut voir des créneaux témoignent d'un style gothique prononcé. Le corps de garde central de forme carrée est relié aux tours au niveau du deuxième étage. Il est doté d'une porte cochère voûtée avec un oriel au-dessus. Il a été construit à la suite des émeutes de la Réforme de Nottingham en octobre 1831, et il est aujourd'hui classé monument historique Grade II.

## Source
- (en) Cet article est partiellement ou en totalité issu de l’article de Wikipédia en anglais intitulé « Wollaton Hall » (voir la liste des auteurs).